# Nhàn xám

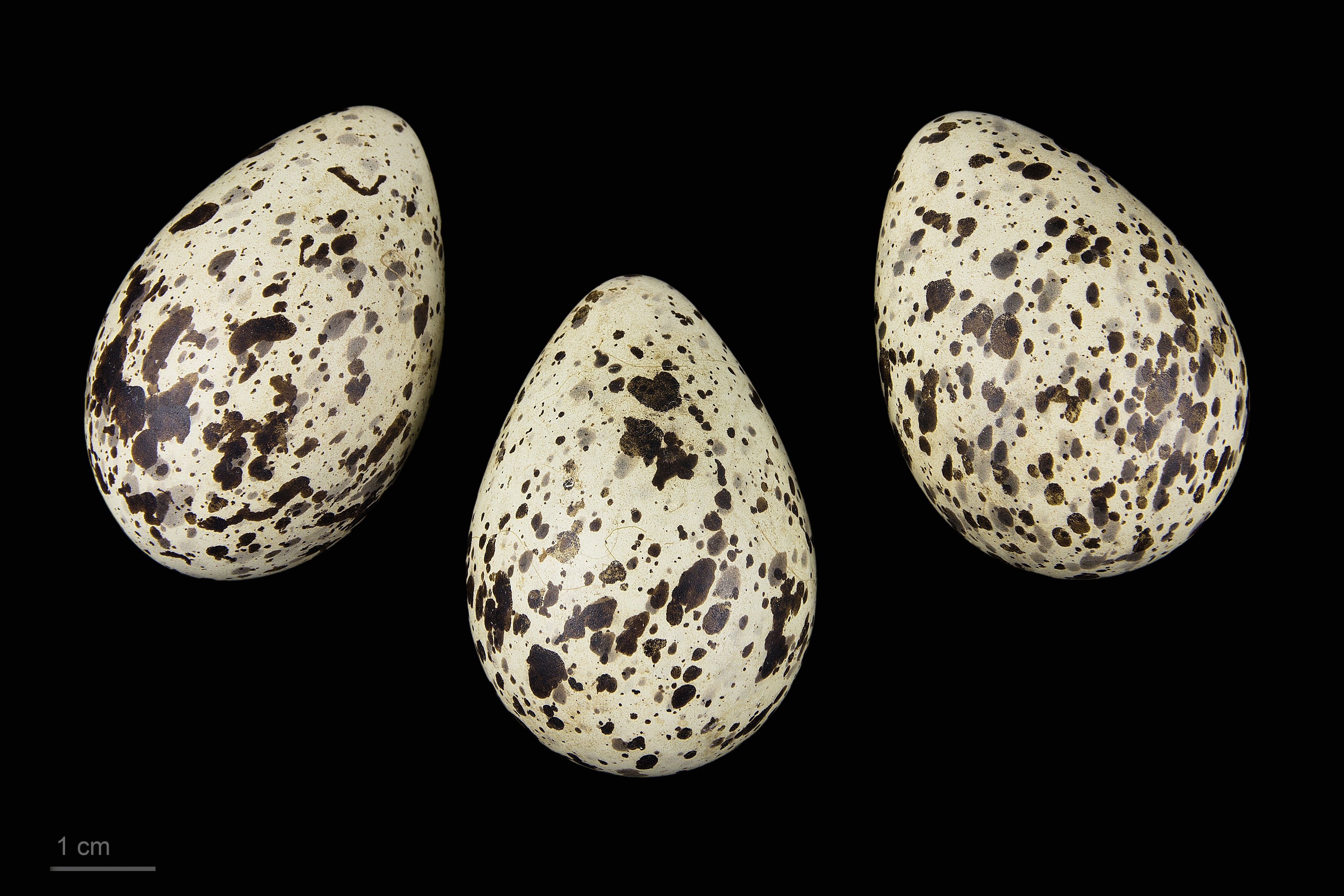
Chlidonias hybrida hybrida

Nhàn xám (tên khoa học: Chlidonias hybrida) là một loài chim trong họ Laridae.